# Adrian Ludwig Richter
Adrian Ludwig Richter (ur. 28 września 1803, zm. 19 czerwca 1884 w Dreźnie) – niemiecki malarz, filozof i estetyk, jeden z najważniejszych twórców romantycznej filozofii niemieckiej.

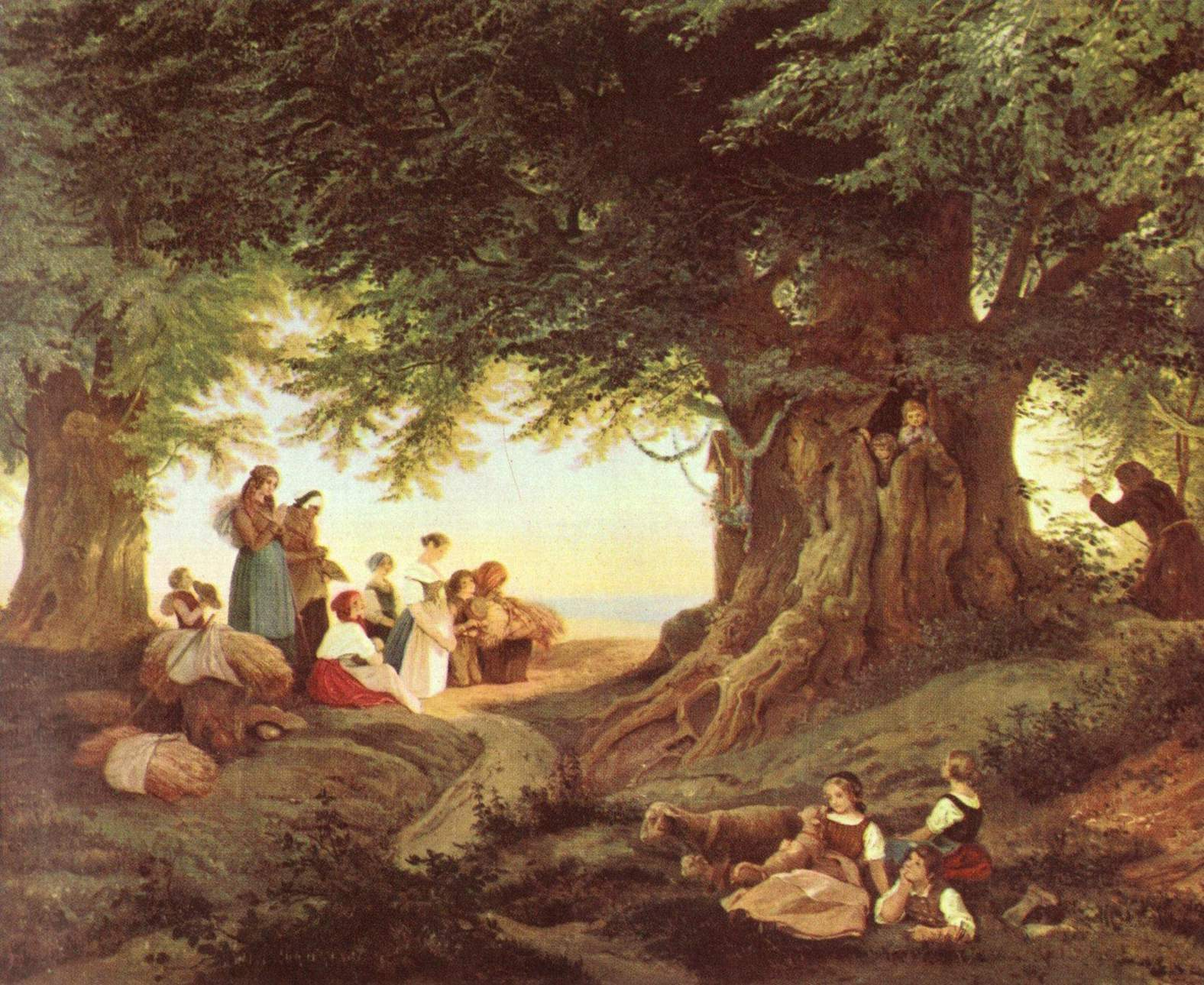
Abendandacht im Walde, Museum der bildenden Künste
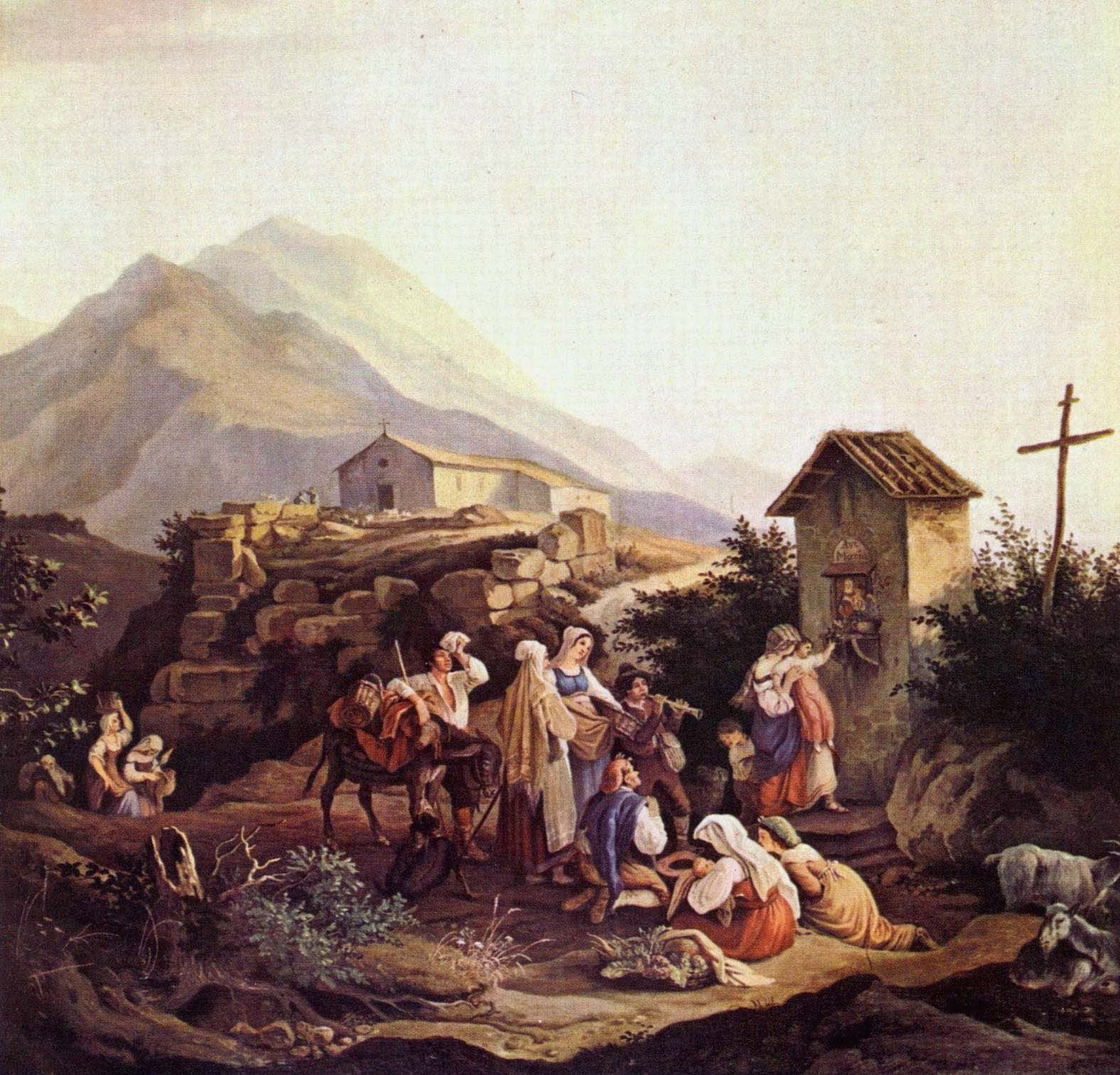
Ave Maria, Museum der bildenden Künste
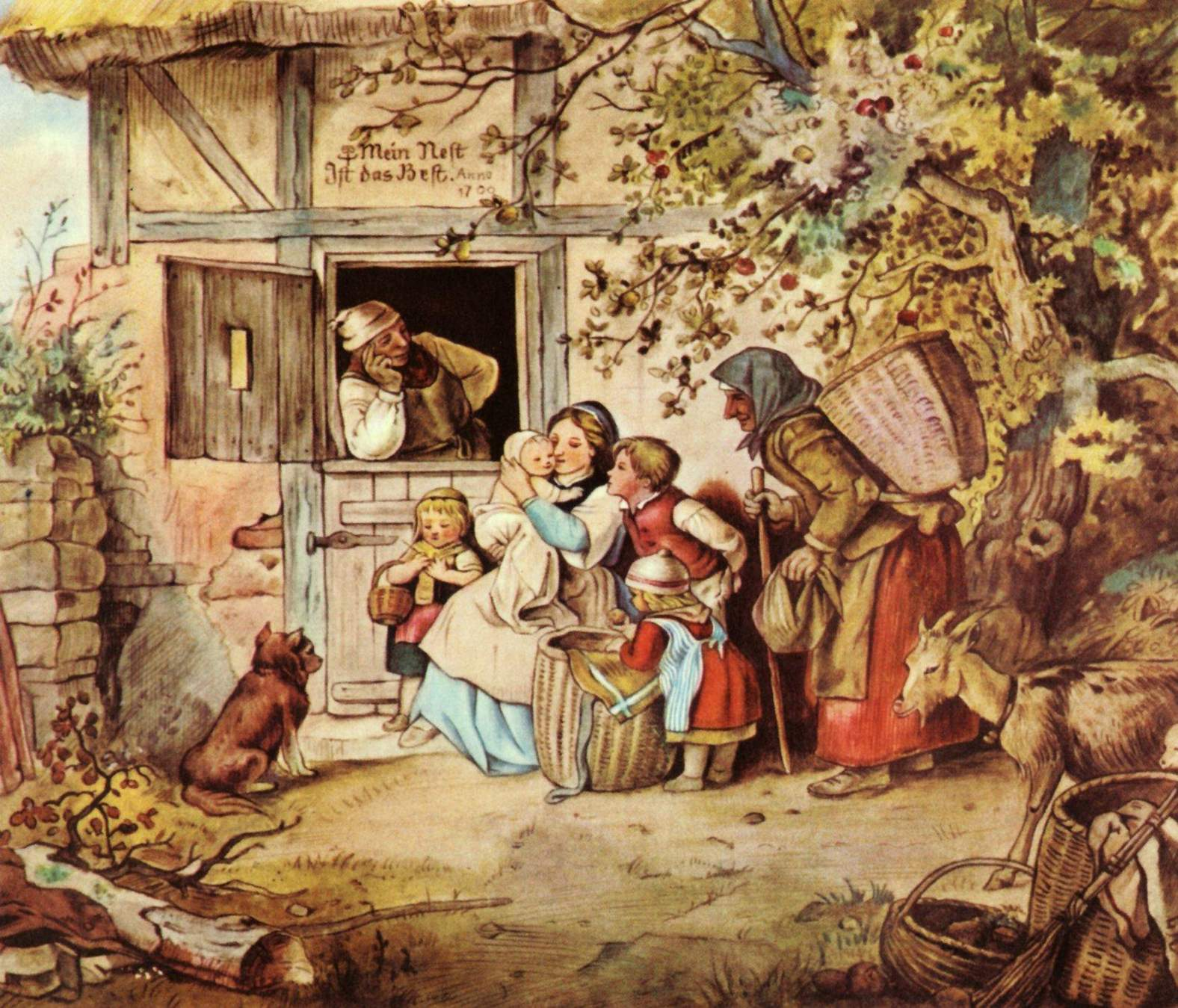
Mein Nest ist das Best, Prywatna kolekcja
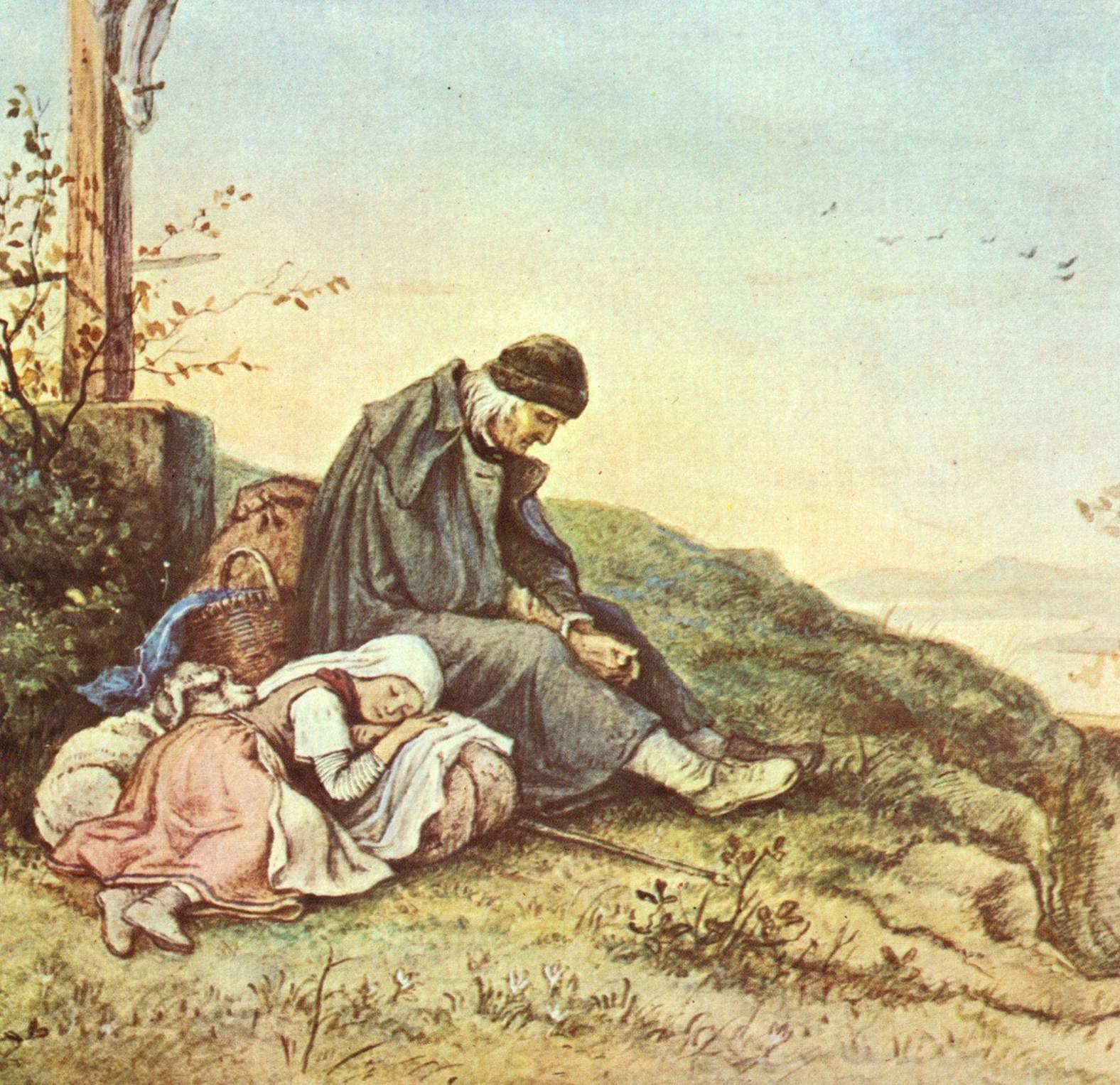
Rast unterm Wegekreuz, Museum der bildenden Künste
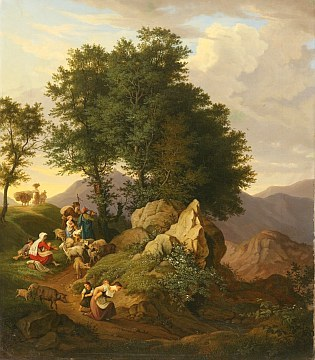
Pasterze przed świętym obrazem, Muzeum Narodowe we Wrocławiu